# Mistrzostwa Europy w Koszykówce Mężczyzn 2013 (eliminacje)

Kraje uczestniczące w EuroBasket 2013.

Eliminacje Mistrzostw Europy w koszykówce 2013 miały na celu wyłonienie szesnastu drużyn, które zagrają na słoweńskim EuroBaskecie. Pozostali uczestnicy to gospodarz oraz europejskie reprezentacje zakwalifikowane do Światowego Turnieju Kwalifikacyjnego do Igrzysk Olimpijskich 2012 oraz Igrzysk Olimpijskich 2012 (Hiszpania, Rosja, Francja, Litwa, Wielka Brytania, Grecja, Macedonia. W kwalifikacjach brało udział 31 drużyn. Do turnieju awansowały 2 najlepsze zespoły z każdej grupy oraz 4 najlepsze zespoły z trzecich miejsc.

## Przebieg rozgrywek
31 drużyn zostało rozlosowanych w sześciu grupach. Jednej 6-zespołowej i pięciu 5-zespołowych. Mecz rozgrywano od 15 sierpnia do 11 września 2012 roku.

### Grupa A
| Poz. | Reprezentacja | Pkt | Mecze | Mecze | Mecze | Punkty | Punkty | Punkty |                             |
| Poz. | Reprezentacja | Pkt | M     | Z     | P     | zdob.  | str.   | bilans | bilans bezpośrednich meczów |
| ---- | ------------- | --- | ----- | ----- | ----- | ------ | ------ | ------ | --------------------------- |
| 1    | Czarnogóra    | 20  | 10    | 10    | 0     | 814    | 697    | +117   |                             |
| 2    | Izrael        | 16  | 10    | 6     | 4     | 861    | 751    | +110   | 2-2 (+26)                   |
| 3    | Serbia        | 16  | 10    | 6     | 4     | 846    | 721    | +125   | 2-2 (+21)                   |
| 4    | Estonia       | 16  | 10    | 6     | 4     | 768    | 761    | +7     | 2-2 (-47)                   |
| 5    | Islandia      | 11  | 10    | 1     | 9     | 743    | 920    | -177   | 1-1 (+4)                    |
| 6    | Słowacja      | 11  | 10    | 1     | 9     | 704    | 986    | -182   | 1-1 (-4)                    |

### Grupa B
| Poz. | Reprezentacja | Pkt | Mecze | Mecze | Mecze | Punkty | Punkty | Punkty |                             |
| Poz. | Reprezentacja | Pkt | M     | Z     | P     | zdob.  | str.   | bilans | bilans bezpośrednich meczów |
| ---- | ------------- | --- | ----- | ----- | ----- | ------ | ------ | ------ | --------------------------- |
| 1    | Niemcy        | 16  | 8     | 8     | 0     | 695    | 547    | +148   |                             |
| 2    | Szwecja       | 12  | 8     | 4     | 4     | 678    | 624    | +54    | 2-2 (+20)                   |
| 3    | Bułgaria      | 12  | 8     | 4     | 4     | 669    | 647    | +22    | 2-2 (-9)                    |
| 4    | Azerbejdżan   | 12  | 8     | 4     | 4     | 658    | 660    | -2     | 2-2 (-11)                   |
| 5    | Luksemburg    | 8   | 8     | 0     | 8     | 580    | 802    | -222   |                             |

### Grupa C
| Poz. | Reprezentacja | Pkt | Mecze | Mecze | Mecze | Punkty | Punkty | Punkty |                             |
| Poz. | Reprezentacja | Pkt | M     | Z     | P     | zdob.  | str.   | bilans | bilans bezpośrednich meczów |
| ---- | ------------- | --- | ----- | ----- | ----- | ------ | ------ | ------ | --------------------------- |
| 1    | Chorwacja     | 16  | 8     | 8     | 0     | 685    | 539    | +146   |                             |
| 2    | Ukraina       | 14  | 8     | 6     | 2     | 580    | 523    | +57    |                             |
| 3    | Austria       | 11  | 8     | 3     | 5     | 601    | 589    | +12    | 1-1 (+10)                   |
| 4    | Węgry         | 11  | 8     | 3     | 5     | 593    | 619    | -31    | 1-1 (-10)                   |
| 5    | Cypr          | 8   | 8     | 0     | 8     | 445    | 634    | -189   |                             |

### Grupa D
| Poz. | Reprezentacja        | Pkt | Mecze | Mecze | Mecze | Punkty | Punkty | Punkty |                             |
| Poz. | Reprezentacja        | Pkt | M     | Z     | P     | zdob.  | str.   | bilans | bilans bezpośrednich meczów |
| ---- | -------------------- | --- | ----- | ----- | ----- | ------ | ------ | ------ | --------------------------- |
| 1    | Bośnia i Hercegowina | 14  | 8     | 6     | 2     | 736    | 672    | +64    | 1-1 (+3)                    |
| 2    | Gruzja               | 14  | 8     | 6     | 2     | 707    | 666    | +41    | 1-1 (-3)                    |
| 3    | Łotwa                | 13  | 8     | 5     | 3     | 655    | 584    | +71    |                             |
| 4    | Holandia             | 10  | 8     | 2     | 6     | 667    | 726    | -59    |                             |
| 5    | Rumunia              | 9   | 8     | 1     | 7     | 569    | 686    | -117   |                             |

### Grupa E
| Poz. | Reprezentacja | Pkt | Mecze | Mecze | Mecze | Punkty | Punkty | Punkty |                             |
| Poz. | Reprezentacja | Pkt | M     | Z     | P     | zdob.  | str.   | bilans | bilans bezpośrednich meczów |
| ---- | ------------- | --- | ----- | ----- | ----- | ------ | ------ | ------ | --------------------------- |
| 1    | Polska        | 14  | 8     | 6     | 2     | 704    | 568    | +136   | 1-1 (+3)                    |
| 2    | Finlandia     | 14  | 8     | 6     | 2     | 717    | 572    | +145   | 1-1 (-3)                    |
| 3    | Belgia        | 13  | 8     | 5     | 3     | 618    | 545    | +73    |                             |
| 4    | Szwajcaria    | 11  | 8     | 3     | 5     | 570    | 670    | -100   |                             |
| 5    | Albania       | 8   | 8     | 0     | 8     | 495    | 749    | -254   |                             |

### Grupa F
| Poz. | Reprezentacja | Pkt | Mecze | Mecze | Mecze | Punkty | Punkty | Punkty |                             |
| Poz. | Reprezentacja | Pkt | M     | Z     | P     | zdob.  | str.   | bilans | bilans bezpośrednich meczów |
| ---- | ------------- | --- | ----- | ----- | ----- | ------ | ------ | ------ | --------------------------- |
| 1    | Włochy        | 16  | 8     | 8     | 0     | 638    | 496    | +142   |                             |
| 2    | Turcja        | 13  | 8     | 5     | 3     | 617    | 568    | +49    | 1-1 (+5)                    |
| 3    | Czechy        | 13  | 8     | 5     | 3     | 565    | 551    | +14    | 1-1 (-5)                    |
| 4    | Białoruś      | 10  | 8     | 2     | 6     | 553    | 626    | -73    |                             |
| 5    | Portugalia    | 8   | 8     | 0     | 8     | 523    | 655    | -132   |                             |

### Ranking zespołów z trzecich miejsc
| Reprezentacja | Mecze | Zwycięstwa | Porażki | Punkty zdobyte | Punkty stracone | Stosunek PZ/PS | Stosunek Z/M |
| ------------- | ----- | ---------- | ------- | -------------- | --------------- | -------------- | ------------ |
| Belgia        | 8     | 5          | 3       | 618            | 545             | 1.133          | .625         |
| Łotwa         | 8     | 5          | 3       | 655            | 584             | 1.121          | .625         |
| Czechy        | 8     | 5          | 3       | 565            | 551             | 1.025          | .625         |
| Serbia        | 10    | 6          | 4       | 846            | 721             | 1.173          | .600         |
| Bułgaria      | 8     | 4          | 4       | 669            | 647             | 1.034          | .500         |
| Austria       | 8     | 3          | 5       | 601            | 589             | 1.020          | .375         |

#### Objaśnienia
PZ = punkty zdobyte

PS = punkty stracone

Z = zwycięstwa

M = mecze

#### Kryteria klasyfikacji
1. Stosunek Z/M

2. Stosunek PZ/PS